# JJ (revista)
 JJ  es una revista japonesa de moda publicado por Kōbunsha.
Es el compartimiento de las mujeres establecidas más tempranas para los estudiantes de universidad en Japón.
Se ha establecido en 1975.
Había agarrado una oportunidad en la altura del compartimiento de las mujeres para los estudiantes de universidad en Japón.
Se apoya actualmente entre mujeres japonesas jóvenes.

## Modelosdefotografíade JJ
- Miki Arimura
- Ari Ohta
- Saori Ochiai
- Natsuki Kato
- Eri Kaneko
- Yumi Sakurai
- Reiko Tokita
- Eriko Fujimoto
- Juri Matsuda
- Kaori Sawanoi
- Mie Sadamoto